# Левино (муниципальный округ Егорьевск)
Левино — деревня в муниципальном округе Егорьевск Московской области России.

## География
Деревня Левино расположена в юго-западной части муниципального округа Егорьевск, примерно в 24 километрах к юго-востоку от города Егорьевск. По западной окраине деревни протекает река Устынь. Высота над уровнем моря 123 метров.

## Название
В письменных источниках деревня упоминается как Малая Бузуновка (1577 год), Малая Бузуновка, а Левино тож (1627 год). Позже закрепилось название Левино.
Название Малая Бузуновка связано с некалендарным личным именем Бузун, второе название по имени жителя деревни.

## История
До отмены крепостного права деревней владела помещица Полуденская. После 1861 года деревня вошла в состав Круговской волости Егорьевского уезда. Приход находился в селе Горки.
В 1926 году деревня входила в Старовский сельсовет Раменской волости Егорьевского уезда.
До 1994 года Левино входило в состав Раменского сельсовета Егорьевского района, а в 1994—2006 годы — Раменского сельского округа.
Входила в состав сельского поселения Раменское.

## Демография
В 1885 году в деревне проживало 137 человек, в 1905 году — 172 человека (82 мужчины, 90 женщин), в 1926 году — 99 человек (39 мужчин, 60 женщин). По переписи 2002 года — 40 человек (17 мужчин, 23 женщины). Население — 45 чел. (2010). 
| 1859 | 1868 | 1885 | 1905 | 1926 | 2002 | 2006 |
| ---- | ---- | ---- | ---- | ---- | ---- | ---- |
| 129  | ↗148 | ↘137 | ↗172 | ↘99  | ↘40  | ↘24  |
| 2010 |      |      |      |      |      |      |
| ↗45  |      |      |      |      |      |      |